# Cryptogemma phymatias
Cryptogemma phymatias é uma espécie de gastrópode do gênero Cryptogemma, pertencente à família Turridae.